# Lasiophorus emini
Lasiophorus emini är en stekelart som beskrevs av Josef Fahringer 1931. Lasiophorus emini ingår i släktet Lasiophorus och familjen bracksteklar. Inga underarter finns listade i Catalogue of Life.